# Mantraghatta, Channagiri
Mantraghatta là một làng thuộc tehsil Channagiri, huyện Davanagere, bang Karnataka, Ấn Độ.